# Ragnar Eggertsen
Ragnar Oskar Eggertsen, född den 29 januari 1887 i Sireköpinge församling, Malmöhus län, död den 18 februari 1978, var en svensk sjömilitär. 
Eggertsen avlade studentexamen i Lund 1906. Han blev underlöjtnant vid Vaxholms kustartilleriregemente 1909, löjtnant där 1914 och kapten där 1919. Han tjänstgjorde i Marinförvaltningen 1921–1932. Eggertsen befordrades till major 1932 och till överstelöjtnant 1937. Han var chef för Kustartilleriets skjutskola 1935–1940. Eggertsen befordrades till överste 1941 och övergick därefter till reserven. Han invaldes som ledamot av Örlogsmannasällskapet 1936. Eggertsen blev riddare av Svärdsorden 1930 och av Vasaorden 1932.